# Henry Hansen

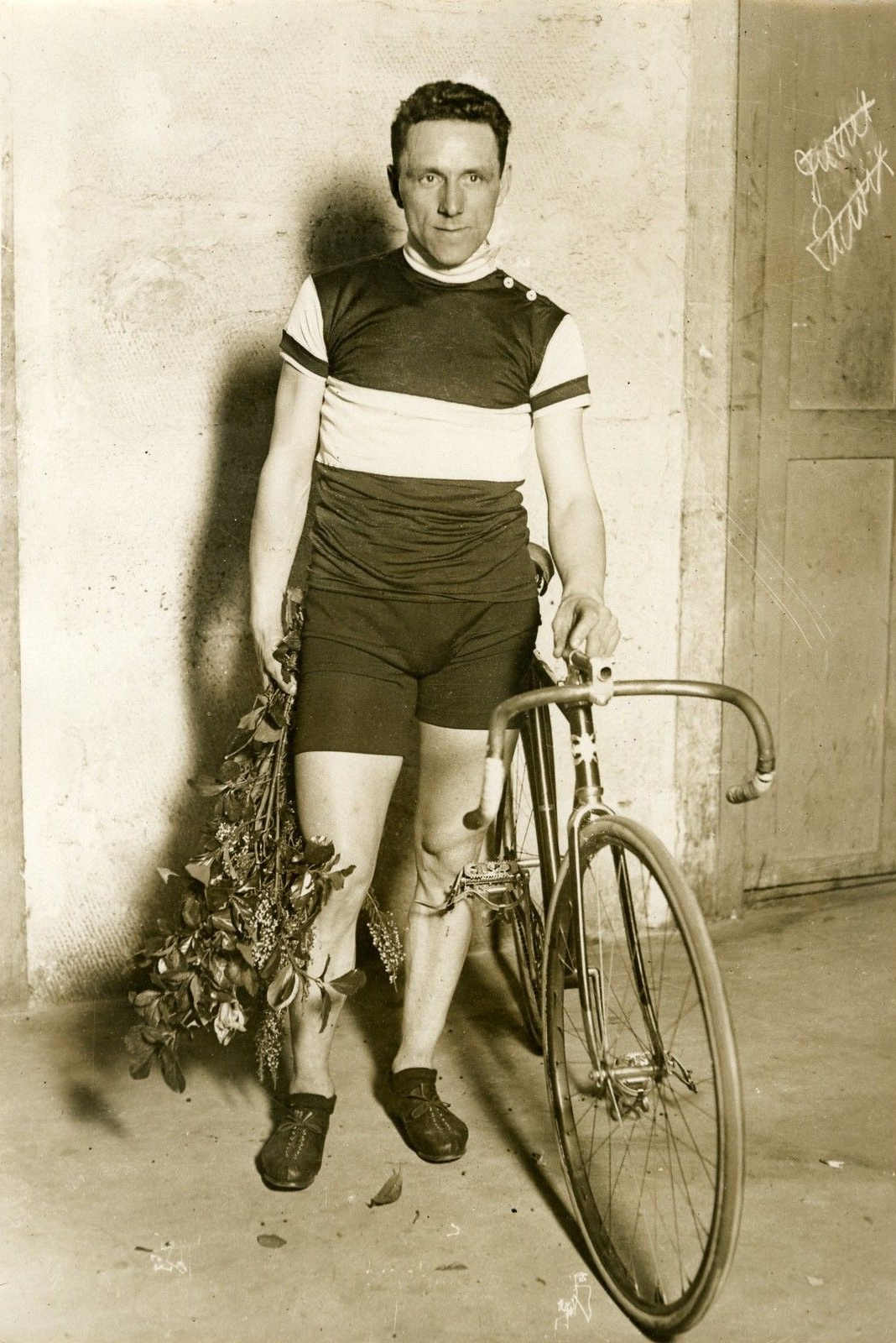
Henry Hansen (1931)

Henry Peter Christian Hansen (* 16. März 1902 in Glostrup; † 28. März 1985 in Gentofte) war ein dänischer Radrennfahrer.
Hansen war 1921, 1923, von 1925 bis 1927, 1929 und 1930 dänischer Straßenmeister der Amateure. Bei den Straßenradsport-Weltmeisterschaften 1926 kam er auf den 20. Rang. 1928 nahm er an den Olympischen Sommerspielen 1928 in Amsterdam teil. Hansen gewann sowohl das olympische Straßenrennen als auch gemeinsam mit Orla Jørgensen und Leo Nielsen die Mannschaftswertung. 1931 wurde Hansen bei den UCI-Straßen-Weltmeisterschaften in Kopenhagen Amateurweltmeister im Straßenrennen. Hansen nahm auch an den Olympischen Sommerspielen 1932 in Los Angeles teil, bei denen er gemeinsam mit Leo Nielsen und Frode Sørensen die Silbermedaille in der Mannschaftswertung errang, in der Einzelwertung wurde Hansen Zwölfter. 1926 bis 1931 siegte er im Skandisloppet, dem ältesten schwedischen Eintagesrennen. Mit der Fyen Rundt gewann er 1927 und 1930 eines der traditionsreichsten Radrennen in Dänemark.
Hansen war von 1937 bis 1938 ohne größere Erfolge als Radprofi aktiv.